# Superliga 2003/04 (Europa)
Die Superliga 2003/04 war die elfte Saison der Superliga im Tischtennis. Sie dauerte von September 2003 bis März 2004.
Das Spielsystem wurde gegenüber der Vorsaison geändert. Eine Vierergruppe mit den stärksten Mannschaften der Vorsaison und eine Achtergruppe spielten in einer Hinrunde (keine Rückrunde) eine Reihenfolge aus. Die ersten vier platzierten Teams aus beiden Gruppen kämpften dann in einem Play-off-System um die Plätze eins bis acht. Die vier Letzten der Achter-Gruppe spielten im Play-off-Verfahren die Plätze 10 bis 12 aus.
Jede Mannschaft stellte zwei Doppelpaarungen und vier Einzelspieler. Es waren zwei Doppel und acht Einzel vorgesehen, welche nach dem Bundessystem ausgetragen wurden. In den Gruppenspielen wurde der Wettkampf abgebrochen, wenn eine Mannschaft sechs Punkte erreicht hatte. In den Play-offs wurden alle möglichen Spiele ausgetragen, d. h., es waren Ergebnisse wie 6:4, 8:2, 10:0 möglich.
Erstmals wich man von der Vorgabe "drei Vereine pro Nation" ab. Bei den Herren traten nur zwei ungarische Teams an, dafür vier aus Tschechien. Bei den Damen waren vier Mannschaften aus Ungarn am Start und nur zwei aus Österreich.
| Platz | Team                               | Nation | Aktive                                                                    |
| ----- | ---------------------------------- | ------ | ------------------------------------------------------------------------- |
| 1     | SVS Niederösterreich               | AUT    | Werner Schlager, Chen Weixing, Karl Jindrak, Kostadin Lengerov            |
| 2     | Start Horni Sucha                  | CZ     | Marek Cihak, Radek Kostal, Radek Mrkvicka, Petr Korbel                    |
| 3     | BVSC Budapest                      | HUN    | Zoltan Varga, Károly Németh, Marton Marsi, János Jakab, Adam Lindner      |
| 4     | KST Robot Mokré Lazce              | CZ     | Tomas Demek, Josef Simoncik, Tomas Konecny, Jakub Kleprlik, Tomas Janasek |
| 5     | Stavebni fakulta SKK El Nino Praha | CZ     | Josef Plachý, Tomas Pavelka, Marek Klasek, František Krčil                |
| 6     | ASKÖ Glas Wiesbauer Mauthausen     | AUT    | Ding Yi, Bernhard Preßlmayr, Chen Zhiping                                 |
| 7     | Turnerschaft Sparkasse Innsbruck   | AUT    | Robert Gardos, Krisztian Gardos, Christoph Simoner, Christoph Maier       |
| 8     | Kecskeméti TransLogistic Spartacus | HUN    | Lehel Demeter, Zoltan Zoltan, Miklos Somosi, Levente Szarka               |
| 9     | ŠK Mostex Raca - Bratislava        | SK     | Peter Sereda, Tomas Sereda, Michal Bardon                                 |
| 10    | SKST Banik Bonap Haviřov           | CZ     | Martin Pavlica, Andrey Grossu, Petr David, Jaromir Zlamal, P.Ocko         |
| 11    | MSK HCH Čadca                      | SK     | Miroslav Horejsi, Vladimir Poliacek, Pavel Petras                         |
| 12    | MSK Mareka Malacky                 | SK     | Martin Palcek, M.Palovcic, Martin Gajdos, Patrick Marek                   |

| Platz | Team                             | Nation | Aktive                                                                                                |
| ----- | -------------------------------- | ------ | --- |
| 1     | Statisztika Petöfi SC Budapest   | HUN    | Mária Fazekas, Zita Molnar, Tamara Boroš, Georgina Póta                                               |
| 2     | ASKÖ Erdgas Linz-Froschberg      | AUT    | Li Qiangbing, Iveta Vacenovská, Edith Gruber                                                          |
| 3     | Budapest Sport Egyesület         | HUN    | Anna Isaeva, Eva Braun, Cornelia Vaida                                                                |
| 4     | Postas-MATAV SE Budapest         | HUN    | Petra Lovas, Vivien Ellö, Rita Kertai, Olga Nemes                                                     |
| 5     | Start Horni Sucha                | CZ     | Dana Hadačová, Renáta Štrbíková, Zuzana Poliačková                                                    |
| 6     | SKST CASD Hodonin Be-Tong        | CZ     | Alena Vachovcová, Iveta Klacanska, Monika Jancova, Eva Matuskova, J.Pistkova                          |
| 7     | TJ Ferrum Frýdlant nad Ostravicí | CZ     | Ivana Weberova, Hana Bartosova, Libuse Horakova, Marie Hrachová, E.Subcicova                          |
| 8     | Orosháza Hungarotel ASE          | HUN    | Krisztina Szvitan, Timea Viski, Timea Vass, Anamaria Erdelji                                          |
| 9     | STK Topvar Topolcany             | SK     | Alena Frtalova, Lenka Kmotorkova, Veronika Glosova, Alexandra Pelcmanova                              |
| 10    | Leistungszentrum Linz-Froschberg | AUT    | Martina Petzner, Veronika Heine, Franziska Wex                                                        |
| 11    | SKST Topolcany                   | SK     | Barbora Balážová, Ivana Pelcmanova, Veronika Hippikova, Nina Belianska                                |
| 12    | TJ Trnavka Bratislava            | SK     | P.Tancibokova, Kristina Mikova, A.Horcikova, M.Doblejova, L.Holeciova, K.Szulanyiova, Elena Thomasova |

- AUT = Österreich
- CZ = Tschechien
- HUN = Ungarn
- SK = Slowakei